# (18116) Prato
Pour les articles homonymes, voir Prato (homonymie).
(18116) Prato est un astéroïde de la ceinture principale.

## Description
(18116) Prato est un astéroïde de la ceinture principale. Il fut découvert le 5 juillet 2000 à la station Anderson Mesa par le programme LONEOS. Il présente une orbite caractérisée par un demi-grand axe de 2,27 UA, une excentricité de 0,18 et une inclinaison de 5,1° par rapport à l'écliptique.

## Compléments